# Valentina Nikonova
Valentina Gennad'evna Nikonova (Kazan', 5 marzo 1952) è un'ex schermitrice sovietica, vincitrice di una medaglia d'oro nella scherma ai Giochi olimpici e di una Coppa del Mondo di scherma.